# Hamipterus

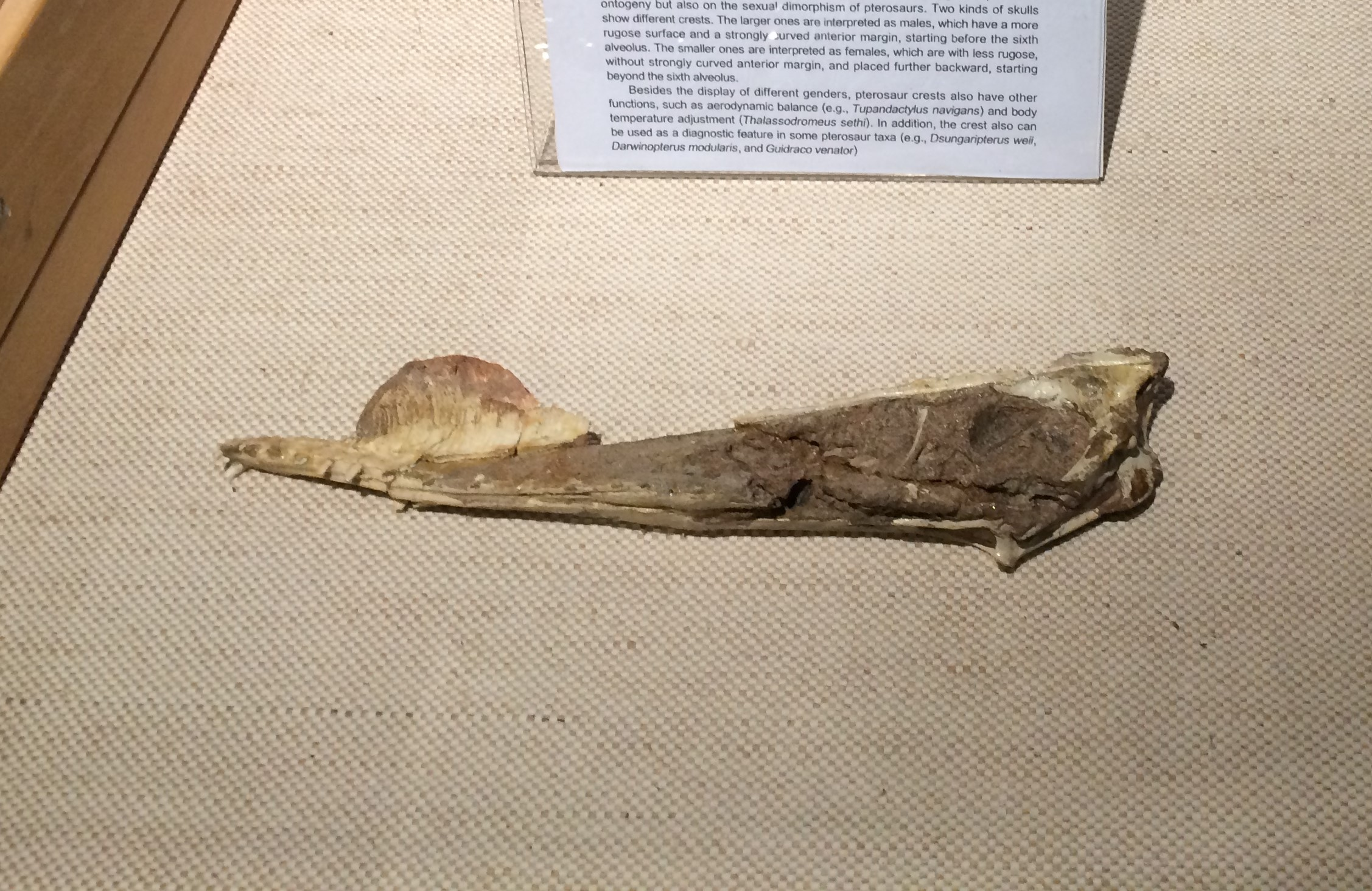
De schedel van Hamipterus

Hamipterus is een geslacht van uitgestorven pterosauriërs behorend tot de Pterodactyloidea, dat leefde tijdens het Vroeg-Krijt in het gebied van de Volksrepubliek China.

## Vondst en naamgeving
In de streek Hami in Xinjiang werd in 2006 een Konservat-Lagerstätte gemeld, in dit geval een meerafzetting met uitzonderlijk goede conserveringsomstandigheden. Dat jaar begonnen Qiu Zhanxiang en Wang Banyue met officiële opgravingen. Een deel van de vondsten bestond uit dichte concentraties pterosauriërbeenderen, met weke delen en eieren. Vermoedelijk ging het om broedkolonies die door stormvloeden met modder bedolven waren. Tientallen individuen konden geborgen worden maar naar schatting waren honderden exemplaren aanwezig.
In 2014 werd de typesoort Hamipterus tianshanensis benoemd en beschreven door Wang Xiaolin, Alexander Kellner, Jiang Shunxing, Wang Qiang, Ma Yingxia, Yahefujiang Paidoula, Cheng Xin, Taissa Rodrigues, Meng Xi, Zhang Jialiang, Li Ning en Zhou Zhonghe. De geslachtsnaam verbindt de naam van de streek Hami met een gelatiniseerd Oudgrieks πτερόν, pteron, 'vleugel'. De soortaanduiding verwijst naar het Tian Shangebergte, de vondstlocatie.
Het holotype IVPP V18931.1 is gevonden in een laag van de Tugulugroep die dateert uit Vroeg--Krijt. Het bestaat uit een schedel, vermoedelijk van een vrouwelijk exemplaar. Het paratype is IVPP V18935.1, een schedel van een mannelijk exemplaar. IVPP V18931 is niet één enkel skelet maar een steenblok met allerlei losse beenderen van verschillende individuen. Elf van zulke steenblokken zijn geborgen genummerd IVPP V18931-V18941. Samen bevatten de blokken resten van minstens veertig individuen, inclusief de hoornschachten van schedelkammen. De botten zijn niet sterk platgedrukt maar driedimensionaal bewaard gebleven en in goede toestand. Hetzelfde geldt voor vijf eieren. De vondsten vertegenwoordigen de grootste concentratie pterosauriërfossielen die ooit is aangetroffen, op die van Pterodaustro na.
Een vervolgstudie uit 2017 meldde dat de fossielen in een diepte van 1.4 meter in acht lagen waren gevonden, iedere laag tien tot dertig centimeter dik. Vier van de lagen bevatten eieren. In een blok met een bovenvlak van 3,28 vierkante meter werden minstens 215 eieren aangetroffen. Die vormen het leeuwendeel van alle pterosauriëreieren die ooit gevonden zijn. In zestien daarvan waren nog driedimensionale embryo's aanwezig. Eerder was ooit één pterosauriërembryo gevonden, van Pterodaustro.
In 2023 werd de schoudergordel in detail beschreven. Een tweede studie dat jaar beschreef het tandglazuur.

## Beschrijving

### Grootte en onderscheidende kenmerken
De gevonden fossielen van Hamipterus variëren in geschatte spanwijdte van anderhalve tot drieënhalve meter.
De beschrijvers wisten enkele onderscheidende kenmerken vast te stellen. Dit waren alle autapomorfieën, unieke afgeleide eigenschappen. Het dentarium van de onderkaak heeft een haakvormig uitsteeksel. De opgaande tak van het jukbeen richting traanbeen is dun, naar voren hellend en bovenaan verbreed. Het supraoccipitale draagt een goed ontwikkelde kam. Op het opperarmbeen bevindt zich nabij de basis van de deltopectorale kam een pneumatische opening. Het buitenste onderste polsbeen heeft een naar beneden gericht stekelvormig uitsteeksel. Daarnaast was er een unieke combinatie van op zich niet unieke eigenschappen. Er bevindt zich een kam op de praemaxilla met naar voren buigende groeven en richels. De groeve op het dentarium bereikt daarvan de voorste punt. Zowel de snuitpunt als de punt van de onderkaak zijn licht verbreed. De deltopectorale kam is matig rond de lengteas van het opperarmbeen gewikkeld.

### Skelet
De schedel is langwerpig en wigvormig in zijaanzicht. De snuit is ter hoogte van derde en vierde tand overdwars verbreed zodat hij in bovenaanzicht iets lepelvormig wordt. Het bovenprofiel van de snuit is iets hol. Bij de vijfde of zesde tand begint plots een snuitkam die steil oprijst maar waarvan het benige deel niet hoog is. De kam verheft zich vooraan in een bolling en loopt dan geleidelijk naar achteren af tot over het achterhoofd. De zijkant van de kam wordt ingekerfd door vele verticale evenwijdige groeven, gescheiden door bolle richels. De bewaarde hoornschachten, bij de meeste soorten niet bij de fossielen waarneembaar, laten zien dat de hoornkam veel hoger is, vooral vooraan waar de groeven naar voren krommen totdat de voorste bolling haast horizontaal naar voren steekt met een hiaat tussen kam en snuitpunt. Aerodynamisch moet dat vreemde effecten gegeven hebben. In het achterste verhemelte deelt een uitsteeksel van het pterygoïde de fenestra subtemporalis in tweeën zodat een secundaire achterste opening ontstaat, net als bij de Tapejaridae.
Er staan negentien tanden in de bovenkaak en vijftien in de onderkaak. Ze zijn matig lang, steken iets schuin naar voren uit maar krommen iets naar achteren en binnen. Ze zijn kegelvormig. De tandkassen zijn verdikt. De tandrijen zetten zich ver naar achteren door waarbij de tanden geleidelijk korter en verticaler worden. De bovenste helft van de tandkroon is door dun glazuur bedekt.
Ook de onderkaken zijn verbreed ter hoogte van de derde tand. Hun voorste samengroeiing, symfyse, beslaat bij volwassen dieren tussen 41 en 46% van de kaaklengte. De symfyse heeft vooraan op de punt een haakvormig naar boven gekromd uitsteeksel.
De halswervels zijn rechthoekig met pneumatische openingen in de zijkant. Er zijn zes sacrale wervels in het heiligbeen. Het schouderblad is korter dan het ravenbeksbeen. Dat laatste heeft maar een kleine bult voor de aanhechting van de musculus biceps brachii. Het apomorfe foramen in het opperarmbeen is niet het gebruikelijke bij de bovenrand. Bij volwassen dieren zijn de polsbeenderen vergroeid tot één blok, een syncarpale. De onderste carpalia hebben samen een D-vormig profiel, wat afwijkt van andere pteranodontoïden. Hun blok heeft een unieke, als de vleugel uitgeklapt is naar beneden gerichte, punt. Het dijbeen is recht. Het kuitbeen is gereduceerd tot een beensplinter die de enkel niet meer raakt.
De schoudergordel heeft een zadelgewricht met het opperarmbeen. Dat duidt erop dat het mechanisme om de vleugel te heffen fundamenteel afwijkt van dat van vogels.

## Fylogenie

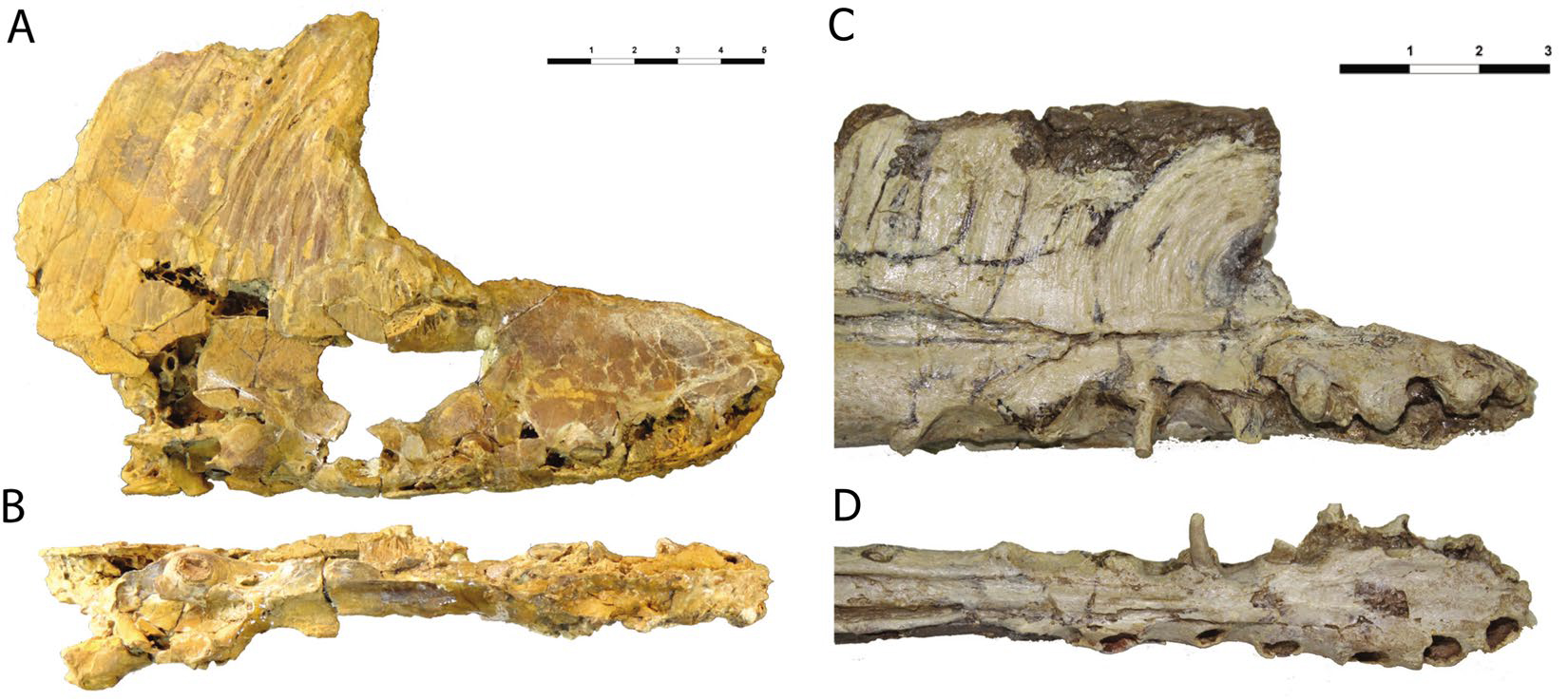
Een vergelijking tussen de snuit van Iberodactylus en Hamipterus rechts

Hamipterus werd binnen de Pterodactyloidea in de Pteranodontoidea geplaatst. Een kladistische analyse lukte het niet de precieze positie ten opzichte van Istiodactylus, Ludodactylus en de Anhangueridae te bepalen.
In 2019 werd een Hamipteridae benoemd waarin Hamipterus de zustersoort zou zijn van Iberodactylus.
|  | Hamipterus    |
|  |               |
|  | Iberodactylus |
|  |               |

|  | Coloborhynchus |
|  |                |
|  | Siroccopteryx  |
|  |                |
|  | Uktenadactylus |
|  |                |

|  | Caulkicephalus |
|  |                |
|  | Guidraco       |
|  |                |
|  | Ludodactylus   |
|  |                |

|  | Anhanguera                                                      |
|  |                                                                 |
|  | Liaoningopterus                                                 |
|  |                                                                 |
|  | \| \| Cearadactylus \| \| \| \| \| \| Maaradactylus \| \| \| \| |
|  |                                                                 |
|  | Cearadactylus                                                   |
|  |                                                                 |
|  | Maaradactylus                                                   |
|  |                                                                 |

|  | Cearadactylus |
|  |               |
|  | Maaradactylus |
|  |               |

|  | Caulkicephalus |
|  |                |
|  | Guidraco       |
|  |                |
|  | Ludodactylus   |
|  |                |

|  | Anhanguera                                                      |
|  |                                                                 |
|  | Liaoningopterus                                                 |
|  |                                                                 |
|  | \| \| Cearadactylus \| \| \| \| \| \| Maaradactylus \| \| \| \| |
|  |                                                                 |
|  | Cearadactylus                                                   |
|  |                                                                 |
|  | Maaradactylus                                                   |
|  |                                                                 |

|  | Cearadactylus |
|  |               |
|  | Maaradactylus |
|  |               |

|  | Coloborhynchus |
|  |                |
|  | Siroccopteryx  |
|  |                |
|  | Uktenadactylus |
|  |                |

|  | Caulkicephalus |
|  |                |
|  | Guidraco       |
|  |                |
|  | Ludodactylus   |
|  |                |

|  | Anhanguera                                                      |
|  |                                                                 |
|  | Liaoningopterus                                                 |
|  |                                                                 |
|  | \| \| Cearadactylus \| \| \| \| \| \| Maaradactylus \| \| \| \| |
|  |                                                                 |
|  | Cearadactylus                                                   |
|  |                                                                 |
|  | Maaradactylus                                                   |
|  |                                                                 |

|  | Cearadactylus |
|  |               |
|  | Maaradactylus |
|  |               |

|  | Caulkicephalus |
|  |                |
|  | Guidraco       |
|  |                |
|  | Ludodactylus   |
|  |                |

|  | Anhanguera                                                      |
|  |                                                                 |
|  | Liaoningopterus                                                 |
|  |                                                                 |
|  | \| \| Cearadactylus \| \| \| \| \| \| Maaradactylus \| \| \| \| |
|  |                                                                 |
|  | Cearadactylus                                                   |
|  |                                                                 |
|  | Maaradactylus                                                   |
|  |                                                                 |

|  | Cearadactylus |
|  |               |
|  | Maaradactylus |
|  |               |

|  | Hamipterus    |
|  |               |
|  | Iberodactylus |
|  |               |

|  | Coloborhynchus |
|  |                |
|  | Siroccopteryx  |
|  |                |
|  | Uktenadactylus |
|  |                |

|  | Caulkicephalus |
|  |                |
|  | Guidraco       |
|  |                |
|  | Ludodactylus   |
|  |                |

|  | Anhanguera                                                      |
|  |                                                                 |
|  | Liaoningopterus                                                 |
|  |                                                                 |
|  | \| \| Cearadactylus \| \| \| \| \| \| Maaradactylus \| \| \| \| |
|  |                                                                 |
|  | Cearadactylus                                                   |
|  |                                                                 |
|  | Maaradactylus                                                   |
|  |                                                                 |

|  | Cearadactylus |
|  |               |
|  | Maaradactylus |
|  |               |

|  | Caulkicephalus |
|  |                |
|  | Guidraco       |
|  |                |
|  | Ludodactylus   |
|  |                |

|  | Anhanguera                                                      |
|  |                                                                 |
|  | Liaoningopterus                                                 |
|  |                                                                 |
|  | \| \| Cearadactylus \| \| \| \| \| \| Maaradactylus \| \| \| \| |
|  |                                                                 |
|  | Cearadactylus                                                   |
|  |                                                                 |
|  | Maaradactylus                                                   |
|  |                                                                 |

|  | Cearadactylus |
|  |               |
|  | Maaradactylus |
|  |               |

|  | Coloborhynchus |
|  |                |
|  | Siroccopteryx  |
|  |                |
|  | Uktenadactylus |
|  |                |

|  | Caulkicephalus |
|  |                |
|  | Guidraco       |
|  |                |
|  | Ludodactylus   |
|  |                |

|  | Anhanguera                                                      |
|  |                                                                 |
|  | Liaoningopterus                                                 |
|  |                                                                 |
|  | \| \| Cearadactylus \| \| \| \| \| \| Maaradactylus \| \| \| \| |
|  |                                                                 |
|  | Cearadactylus                                                   |
|  |                                                                 |
|  | Maaradactylus                                                   |
|  |                                                                 |

|  | Cearadactylus |
|  |               |
|  | Maaradactylus |
|  |               |

|  | Caulkicephalus |
|  |                |
|  | Guidraco       |
|  |                |
|  | Ludodactylus   |
|  |                |

|  | Anhanguera                                                      |
|  |                                                                 |
|  | Liaoningopterus                                                 |
|  |                                                                 |
|  | \| \| Cearadactylus \| \| \| \| \| \| Maaradactylus \| \| \| \| |
|  |                                                                 |
|  | Cearadactylus                                                   |
|  |                                                                 |
|  | Maaradactylus                                                   |
|  |                                                                 |

|  | Cearadactylus |
|  |               |
|  | Maaradactylus |
|  |               |

## Levenswijze
Het grote aantal gevonden skeletten maakte het mogelijk een groeireeks op te stellen. Grotere dieren hebben een relatief bredere snuitpunt en een robuustere snuitkam. Daarbij staat bij grotere dieren de snuitkam meer naar voren toe, beginnend ter hoogte van de vijfde tand in plaats van de zesde. Het patroon van groeven en richels op de kam verdiept zich ook. Grotere exemplaren hebben een in zijaanzicht rechtere snuitpunt, die niet iets naar boven gebogen is. De groeve in het dentarium wordt ook dieper en langer. In het aantal tanden en de mate van vergroeiing van de onderkaken is geen verschil vastgesteld, evenmin in de vorm van het postcraniaal skelet, hoewel dat laatste lastig te bepalen valt gezien het feit dat de delen achter de schedel niet in verband gevonden zijn. De beschrijvers namen aan dat er sprake was van seksuele dimorfie waarbij de grotere exemplaren met de grotere kam de mannetjes waren, de individuen met de kleinere kam de wijfjes. Dit achtten ze een weerlegging van de hypothese dat bij pterosauriërs het bezit van een kam aan mannetjes voorbehouden zou zijn geweest.
De in 2014 beschreven eieren zijn zo'n zes centimeter lang op een na met een lengte van drie centimeter. Dat werd toen geweten aan een onvoldragen ontwikkeling. De vele in 2017 gemelde eieren zijn echter ook drie tot vier centimeter lang. Geconcludeerd werd dat de variatie in eigrootte bij Hamipterus uitzonderlijk sterk was. De eieren zijn niet in nesten gevonden maar werden vermoedelijk door een overstroming op een hoop gespoeld. De embryo's onderscheiden zich van volwassen dieren door een kortere voorste vergroeiing van de onderkaken en het volledig ontbreken van tanden. Hun achterpoten zijn goed ontwikkeld maar hun vleugels minder. Daaruit werd afgeleid dat ze broedzorg kregen en dat pterosauriërs ook in dit opzicht op vogels leken.